# Biologija u 1980.
◄◄ | ◄ | 1977. | 1978. | 1979. | 1980.  | 1981. | 1982. | 1983. | ► | ►►
Arhitektura • Astronautika • Astronomija • Biologija • Film • Fotografija • Glazba • Kazalište • Kemija • Kiparstvo • Knjige • Književnost • Kršćanstvo • Meteorologija • Medicina • Planinarstvo • Politika • Pravo • Promet • Slikarstvo • Strip • Šport • Televizija • Znanost • Zrakoplovstvo • Željeznički promet
Biologija u 1980.

## Svijet

### Smrti
- 20. rujna − Josias Braun-Blanquet, švicarski fitosociolog i botaničar († 1884.)

## Hrvatska i u Hrvata

### Smrti
- 18. veljače – Tonko Šoljan, hrvatski akademik, ihtiolog, sastavljač ključa za determinaciju riba Jadrana, istraživač biologije mora, svjetski poznat stručnjak u organiziranju morskoga ribolova i ribarske tehnike (* 1907.)

## Vanjske poveznice
|  | Zajednički poslužitelj ima još gradiva o temi Biologija |